# Даниэль, Леонардо
Леонардо Даниэль (исп. настоящее имя - Leonardo de Rodas; творческий псевдоним - Leonardo Daniel; 26 июля 1954 года, Мехико, Мексика) — известный ведущий мексиканский актёр театра и кино, и режиссёр.

## Биография
Родился 26 июля 1954 года в Мехико в семье известного мексиканского актёра Лоренсо Де Родаса и актрисы Марии Идалии. С детства увлекался мексиканскими фильмами, подражал их героям. Увидев это, родители твёрдо решили, что сын пойдёт по их стопам — он поступил в мексиканскую киношколу и взял творческий псевдоним — Даниэль.
В 1975 году продюсер белорусского происхождения Валентин Пимштейн поставил мексиканскую молодёжную теленовеллу и пригласил желающих на кинопробы, в их числе и Леонардо. Проба его оказалась столь удачной, что продюсер, не дожидаясь окончания кинопробы, утвердил 21-летнего актёра и дал ему главную роль, после исполнения которой он стал ведущим мексиканским актёром.
В 1979 году он снялся в роли Леонардо Мендисабаля в знаменитой теленовелле «Богатые тоже плачут», в 1987 году — в роли Энрике в теленовелле «Дикая Роза» и в 2006 году — в роли Умберто Бустаманте в теленовелле «Два лица страсти».

## Фильмография

### Сериалы студииTelevisa
- 1974-77 — Мир игрушки… Альдо
- 1975 — Бедная Клара… эпизод
- 1977 — 
  - Униженные и оскорблённые — Алехандро Корреа.
  - Я не просил жить — Мануэль.
- 1978 — Мария Хосе… Альфредо
- 1979 — Богатые тоже плачут… Леонардо Мендисабаль
- 1980 — Тщеславие… Альфредо.
- 1981 — Дом, который я ограбила — Эдуардо
- 1982 — Искорка… Хуан Карлос де ла Мора
- 1983 — Хищница… Мигель Мартинес Бустаманте
- 1984 — 
  - Да, любовь моя… Давид Кендалл
  - Принцесса
- 1985 — Хуана Ирис… эпизод
- 1987-88 — Дикая Роза… Энрике
- 1987-94 — Отец-одиночка
- 1988 — Связанные одной цепью — Даниэль.
- 1992 — 
  - Навстречу солнцу… Адриан Бермудес
  - Станцуй со мной
- 1994-96 — Розовые шнурки
- 1995 — Мария Хосе… Октавио Кампусано
- 1995-96 — Мария из предместья… Доктор Хинохоса
- 1996 — Зажжённый факел… Хуан Альдама
- 1997 — В плену страсти — Фаусто Сантос.
- 2006 — Два лица страсти… Умберто Бустаманте

### Сериалы студииTV Azteca
- 1998 — Асуль Текила… Мариано де Икаса
- 2009 — Невезучая… Диего Монтенегро